# Haematopus finschi
El ostrero de Finsch (Haematopus finschi) es una especie de ave charadriforme de la familia Haematopodidae nativa de Nueva Zelanda. Su nombre conmemora a Otto Finsch un etnógrafo, naturalista y explorador alemán.

## Descripción
Mide 46 cm de longitud, la envergadura es de 80 a 86 cm y el peso de 550 g.
Es fácilmente identificable, su plumaje es blanco y negro, el pico es largo de color rojo-naranja y las patas rojas.

## Distribución y hábitat
Es endémico de Nueva Zelanda donde se reproduce el interior de la isla del Sur, tras lo cual la mayoría de la población se traslada a estuarios y puertos de la isla Norte. Se ha registrado en ocasiones como vagabundo en la isla de Norfolk, la isla de Lord Howe y en la costa oriental de Australia continental. Su hábitat de cría comprende sistemas fluviales, potreros abiertos y las tierras cultivadas, las playas de los lagos y tundras campos subalpinos. Su hábitat no reproductiva incluye estuarios costeros, bahías, playas, bancos de arena y marismas intermareales.